# Euphorbia brachycera
Euphorbia brachycera — вид рослин із родини молочайних (Euphorbiaceae), що зростає у США й північній Мексиці.

## Опис
Це багаторічна трав'яниста рослина. Кореневище товсте. Стебла прямовисні або висхідні, розгалужені, 10–60 см, зазвичай голі, іноді трохи запушені. Листки на ніжках 0–0.5 мм; листові пластинки довгасто-еліптичні, ланцетні або від зворотно-ланцетних до широко-яйцюватих, 5–25 × 2–7 мм, основа усічена, округла, гостра або послаблена, краї цілісні, верхівка гостра або тупа, поверхні зазвичай голі, іноді трохи запушені. Квітки жовті. Коробочка стиснено-яйцювата, 2.8–4 × 3.5–4.5 мм, 3-лопатева. Насіння світло-сіре, циліндрично-яйцювато-довгасте, 2–2.8(3) × 1.4–2.2 мм, неправильно неглибоко ямкове. 2n = 28. Період цвітіння й плодоношення: весна – літо.

## Поширення
Зростає у західно-центральних і центральних штатах США й до північної Мексики. Населяє гірські райони, каньйони, скельні щілини, піщані або гравійні схили, сосново-дубові ліси, соснові й змішані хвойні ліси; на висотах 1200–3200 метрів.